# افغان یونایتد بانک
افغان یونایتد بانک در ۴ اکتبر ۲۰۰۷ با ریاست اشوک کومار تأسیس شد.
افغان یونایتد بانک یک بانک عصری شخصی تجارتی می‌باشد که به تاریخ ۴ ماه اکتبر ۲۰۰۷ تأسیس گردیده‌است. این بانک جواز کاری خویش را نظر به قانون بانکداری افغانستان از بانک مرکزی (د افغانستان بانک) و جواز تجارتی خویش را از اداره حمایه سرمایه‌گذاری افغانستان (آیسا) بدست آورده‌است. بانک مذکور با داشتن ۲۷ نماینده گی در ولایت‌های کابل، ننگرهار، کندهار، بلخ، هرات، کندز، پروان، هلمند، نیمروز، خوست، و دیگر شهرهای بزرگ کشور فعالیت دارد. و در تمام نماینده گای‌های خویش خدمات مالی در بخش‌های بانکداری اسلامی و عمومی عرضه می‌نماید.